# Jean Baptiste Clément
Pour les articles homonymes, voir Clément.
Jean Baptiste Clément, né à Boulogne-sur-Seine (Seine, désormais appelé Boulogne-Billancourt) le 31 mai 1836, mort à Paris 10e le 23 février 1903, est un chansonnier montmartrois, journaliste, syndicaliste et communard français. La plus grande partie de son répertoire est aujourd'hui oubliée, excepté quelques chansons et en particulier les très célèbres Le Temps des cerises et La Semaine sanglante. Dans un registre différent, il rédigea une version parodique de la célèbre ronde enfantine Dansons la capucine, contre le Second Empire.
Jean Baptiste Clément était militant du Parti ouvrier socialiste révolutionnaire (POSR).

## Biographie
Né dans une famille aisée à Boulogne-sur-Seine le 31 mai 1836,,,, fils d'un riche meunier de Montfermeil, Jean Baptiste Clément quitte très jeune le foyer familial. Dès l'âge de quatorze ans, il exerce le métier de garnisseur de cuivre, métier qu'il qualifiait lui-même de plus insignifiant de tous les métiers. Il exerce encore plusieurs autres professions, travaillant notamment chez ses grands-parents meuniers au moulin de cage, avant de se rendre dans la capitale où il se dit homme de lettres ; il vit auprès d'Isoline Laurence Marcillac, native de Saint-Malo, de trois ans sa cadette, avec qui il aura — sans être marié — six enfants qui tous mourront en bas âge. À Paris, il côtoie des journalistes écrivant dans des journaux socialistes, notamment Le Cri du peuple de Jules Vallès. En 1867, il doit se réfugier en Belgique, où il publie la célèbre chanson Le Temps des cerises. Il laisse en garde à son « beau-père », Jean Baptiste Marcillac, artiste peintre, au 3, rue Germain-Pillond à Paris 18e, sa fille, Madeleine, qui mourra en février 1870 à l'âge de trente-neuf mois.
Revenu à Paris, il collabore à divers journaux d'opposition au Second Empire, tels que La Réforme de Charles Delescluze et Auguste-Jean-Marie Vermorel,. Jean Baptiste Clément est alors condamné pour avoir publié un journal non cautionné par l'empereur. Il est emprisonné à la prison Sainte-Pélagie jusqu'au soulèvement républicain du 4 septembre 1870,. 
Devenu membre de la Garde nationale, il participe aux différentes journées de contestation du Gouvernement de la Défense nationale le 31 octobre 1870 et le 22 janvier 1871. Le 26 mars 1871, il est élu au Conseil de la Commune par le XVIIIe arrondissement, celui de la Butte-Montmartre, avec Auguste Blanqui (mais celui-ci est détenu en dehors de Paris), Auguste-Jean-Marie Vermorel, ou encore Théophile Ferré,. Il est membre de la commission des Services publics et des Subsistances. Le 16 avril, il est nommé délégué à la fabrication des munitions, puis, le 21, à la commission de l'Enseignement,. Dans Le Cri du peuple, il proteste contre la fermeture de certains journaux d'opposition à la Commune. Combattant sur les barricades pendant la Semaine sanglante, il écrit peu après la chanson La Semaine sanglante qui dénonce la violente répression contre les communards.

Emplacement de la « dernière » barricade de la Commune
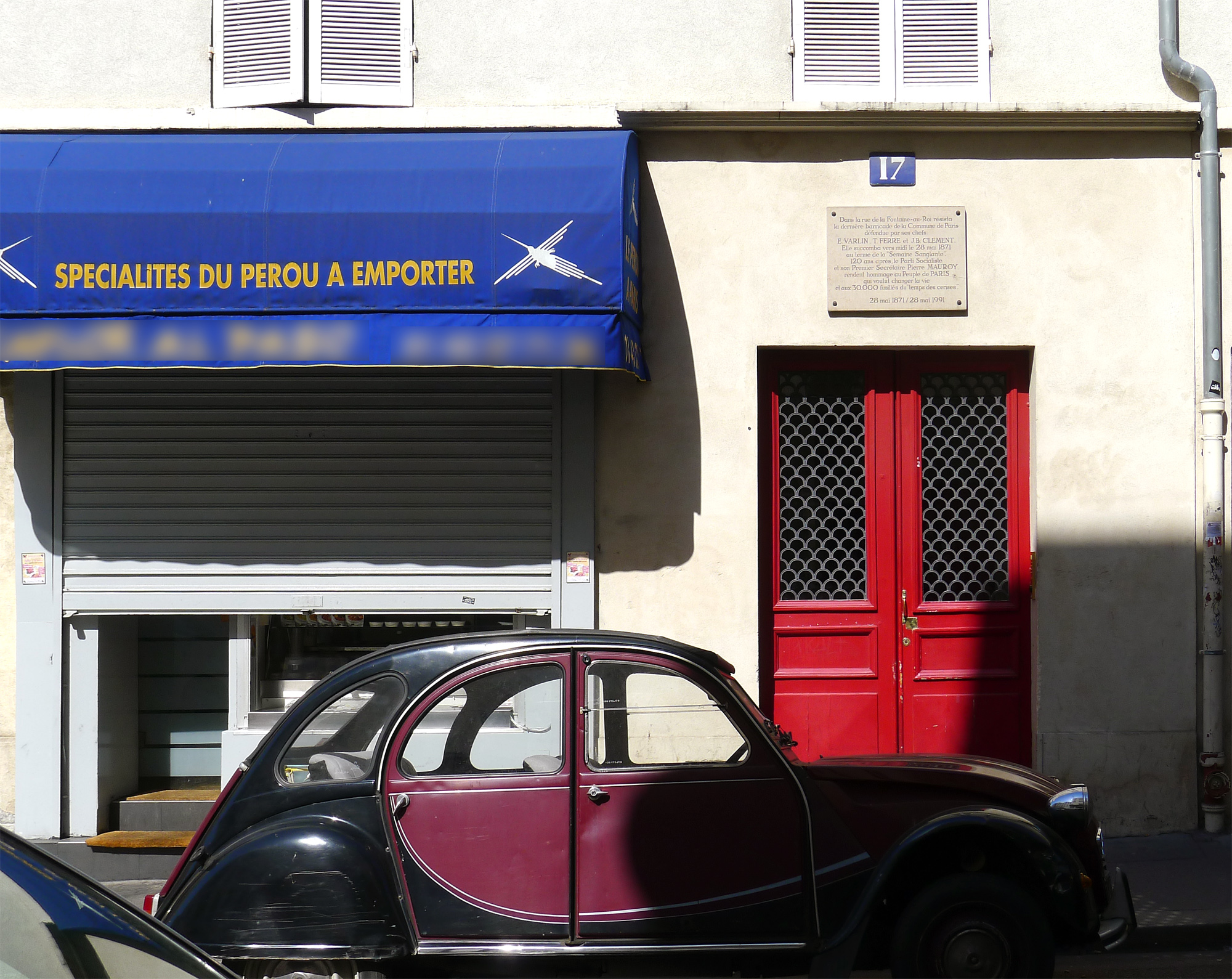
N°17, rue de la Fontaine-au-Roi
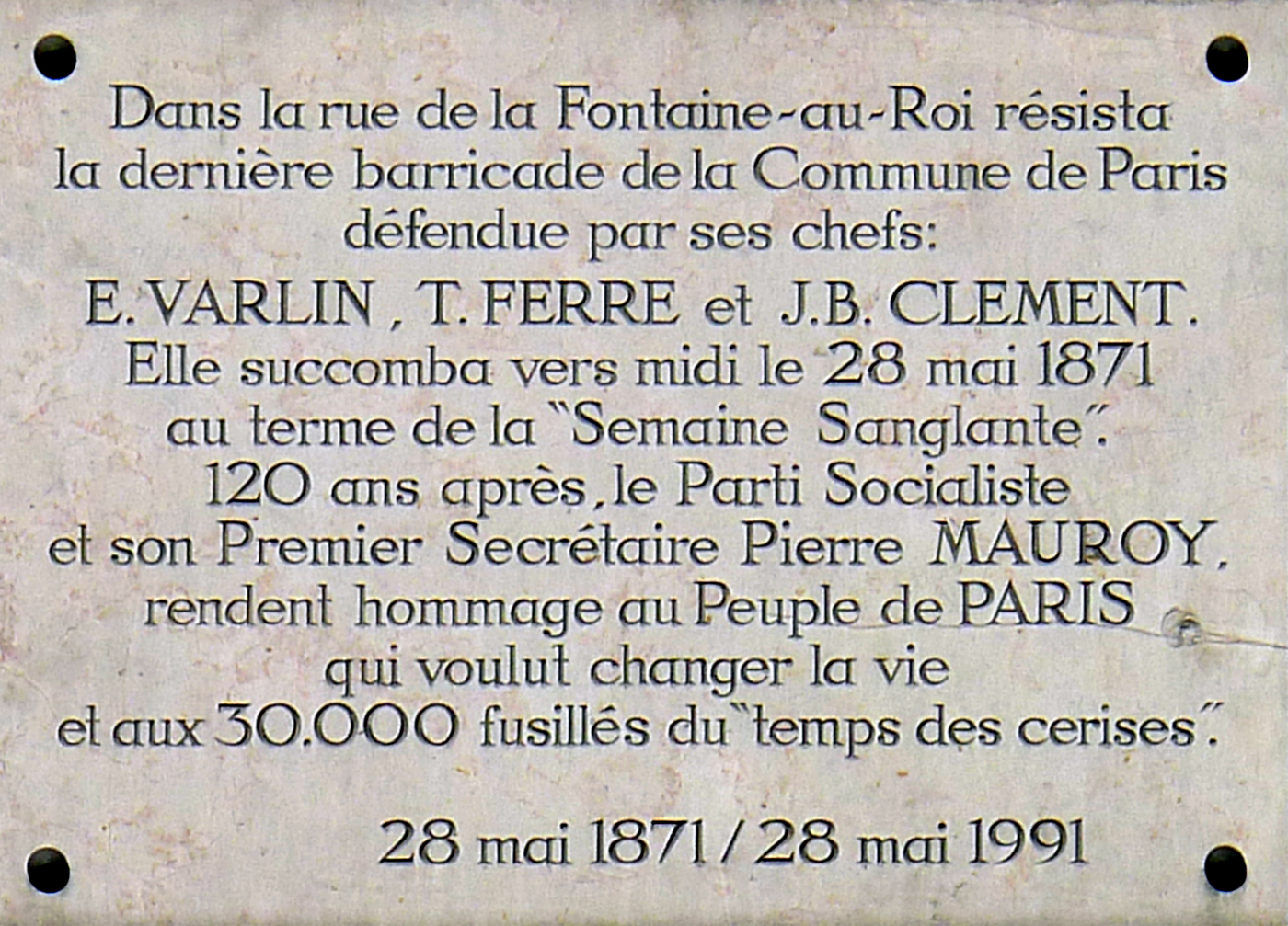
Plaque commémorative rendant hommage à Jean Baptiste Clément

Il réussit à fuir Paris, gagne la Belgique et se réfugie à Londres, où il poursuit son combat,. Il est condamné à mort par contumace en 1874. Pendant cette période de mai 1875 à novembre 1876, il se réfugie clandestinement chez ses parents à Montfermeil. En attendant l'amnistie, prononcée en 1879, il se promène dans les bois et pêche dans les étangs de Montfermeil. Il rentre à Paris après l'amnistie générale de 1880.
En 1885, il est envoyé en mission par la Fédération des travailleurs socialistes de France pour observer et soutenir une grève dans une entreprise métallurgique ardennaise, la Grosse Boutique, déclenchée par des licenciements à la suite de la création d'un syndicat. Il reste sur place un mois et demi, écoute, organise des assemblées de travailleurs et des collectes de soutien financier aux grévistes, revient sur Paris informer la Fédération de la situation, puis retourne en Ardennes en 1887. Il y diffuse l'idée de syndicalisation, fonde le cercle d'études socialiste, l'Étincelle de Charleville et la Fédération socialiste des Ardennes qui participe en 1890 à la création du Parti ouvrier socialiste révolutionnaire, ainsi que des coopératives. Fatigué après plusieurs années de lutte, il quitte les Ardennes en décembre 1894, où il est remplacé par Gaétan Albert-Poulain, pour revenir en région parisienne,.

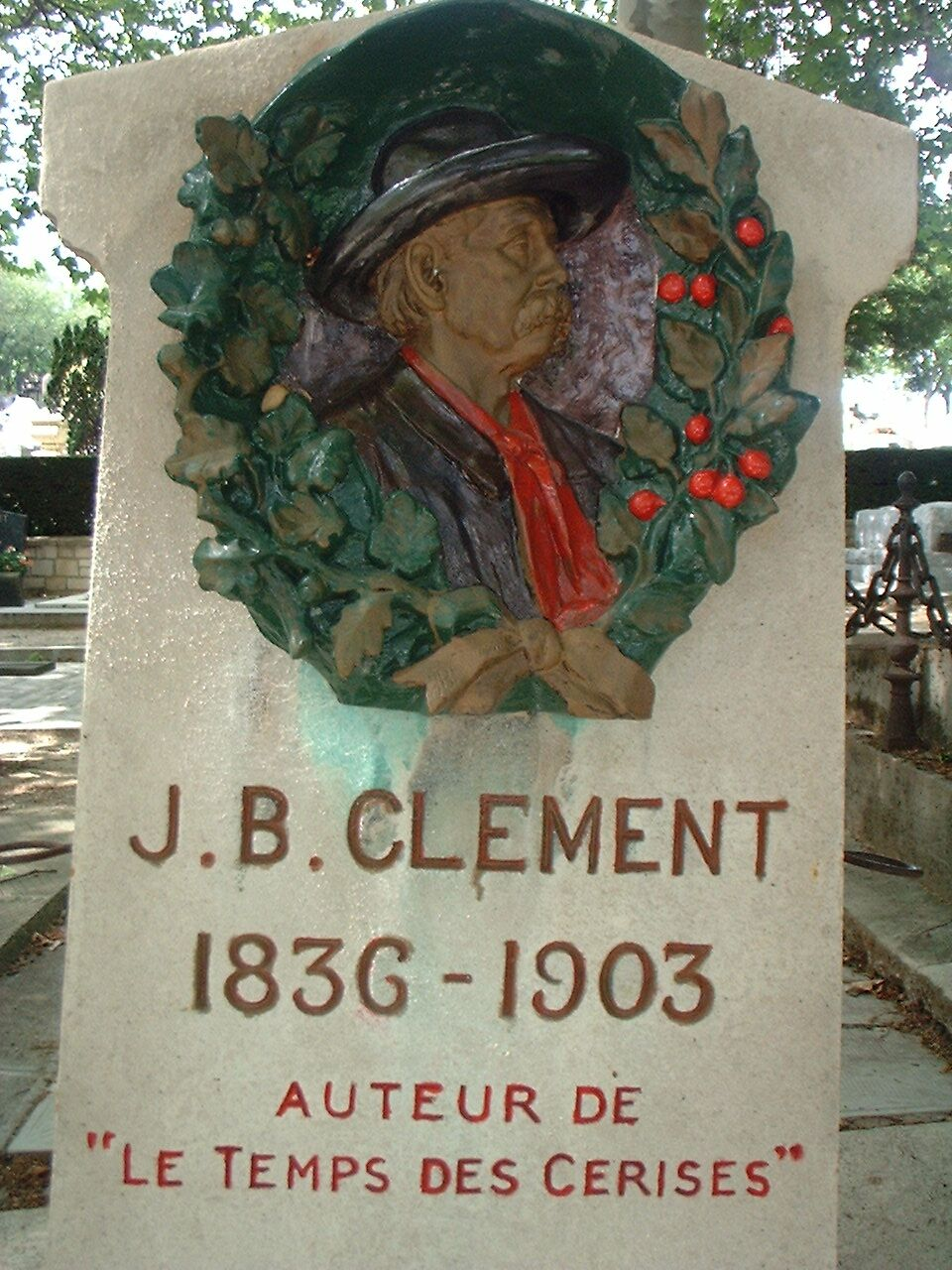
Tombe de Jean Baptiste Clément au cimetière du Père-Lachaise.

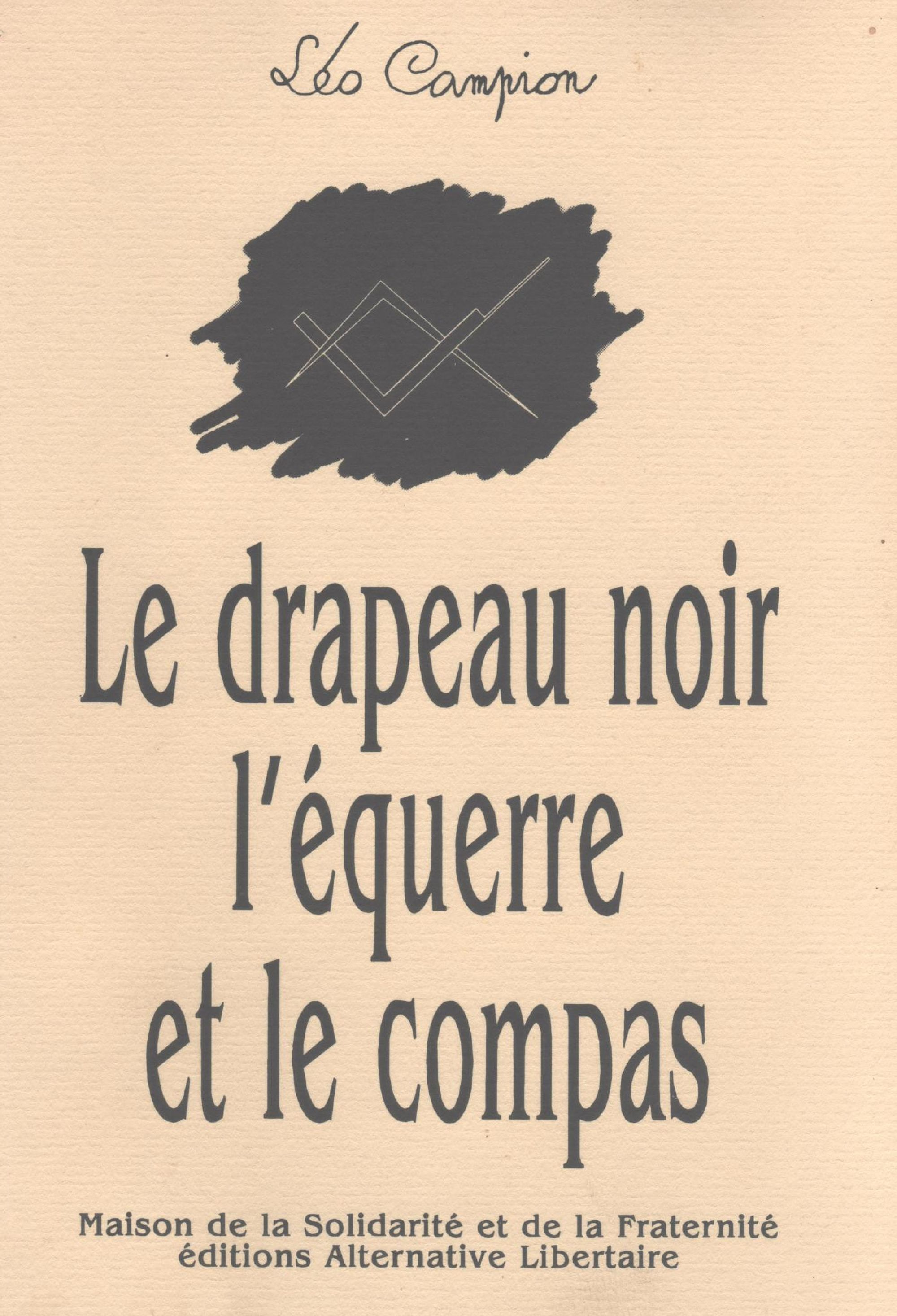
Léo Campion, Le Drapeau noir, l'Équerre et le Compas : les Maillons libertaires de la Chaîne d'Union, Éditions Alternative libertaire, 1996.

Le 28 octobre 1898, Jean Baptiste Clément est initié à la loge Les Rénovateurs du Grand Orient de France à Clichy. Il s'affilie, le 10 janvier 1900, à la loge L'Évolution Sociale à Paris, où il passe compagnon et maître le même jour, le 6 juillet 1901,.
Alors qu'il demeure 110, rue Lepic, il meurt à l'âge de 66 ans au 200, rue du Faubourg-Saint-Denis, Maison Dubois (devenu ensuite Hôpital Fernand-Widal) le 23 février 1903,.
Lorsqu'il est inhumé au cimetière du Père-Lachaise le 26 février 1903, entre quatre et cinq mille personnes assistent à la cérémonie.
Selon l'un de ses amis : « Le souvenir d'un tel homme ne s'effacera jamais, la distance et le temps le rendent plus cher encore à ceux qui purent apprécier toutes les qualités foncièrement bonnes de son cœur de beau poète et de prolétaire révolté contre toutes les injustices sociales... Et pourtant, jamais propagandiste ne fut autant vilipendé que Jean Baptiste Clément. Mais rien ne l'arrêtait : ni les condamnations, ni les méchancetés capitalistes, ni l'indifférence ouvrière. Ce fut vraiment une grande figure de l'époque héroïque du socialisme. »
Toute sa vie il est surveillé par la Sûreté nationale, son dossier aux archives de la préfecture de police fait environ trente centimètres d'épaisseur. La surveillance de sa mémoire s'est continuée après sa mort, le dernier document du dossier est un programme de cabaret de 1963 organisant une soirée pour les soixante ans de sa mort.

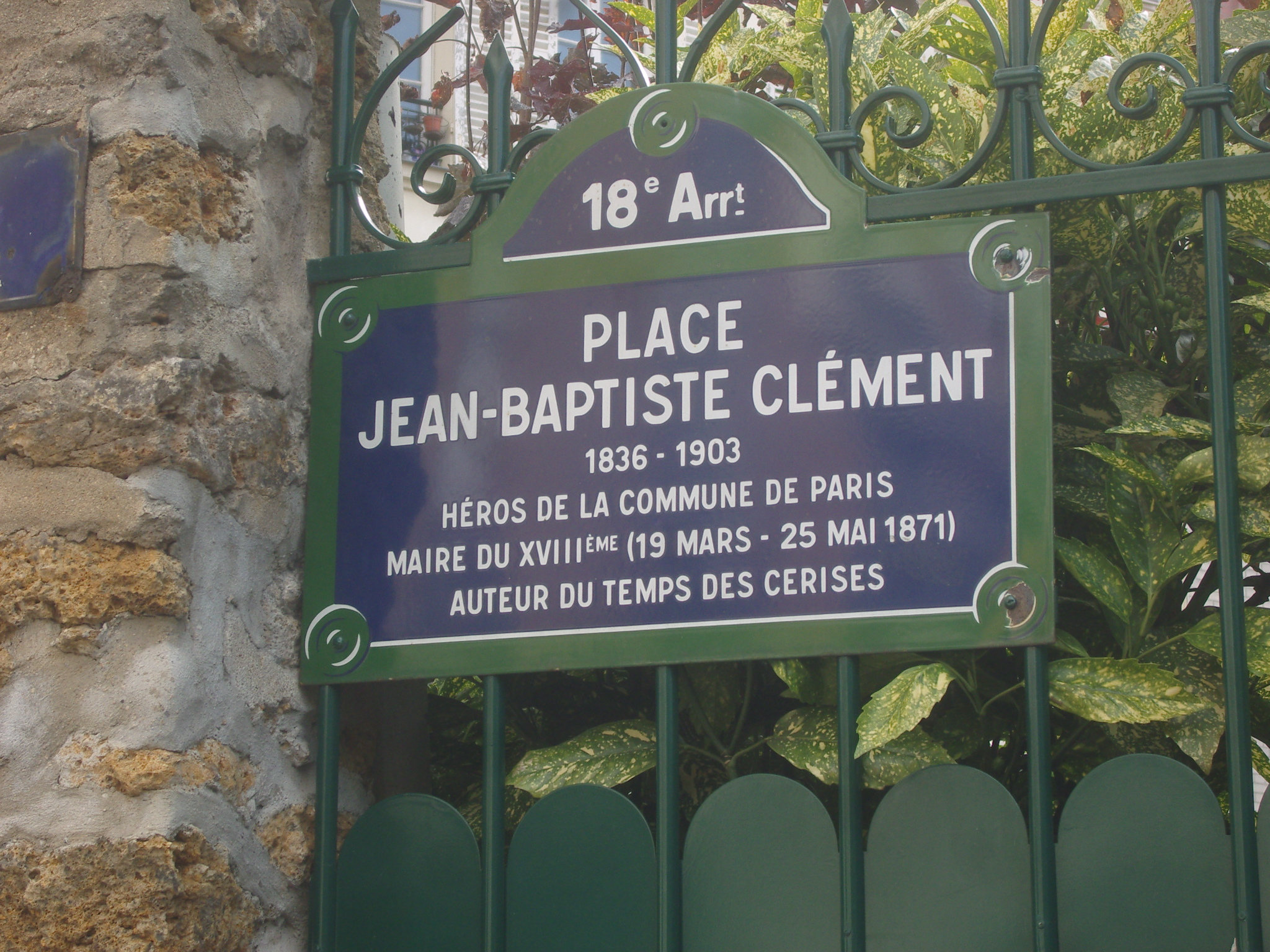
Plaque de rue de la place Jean-Baptiste-Clément à Paris.
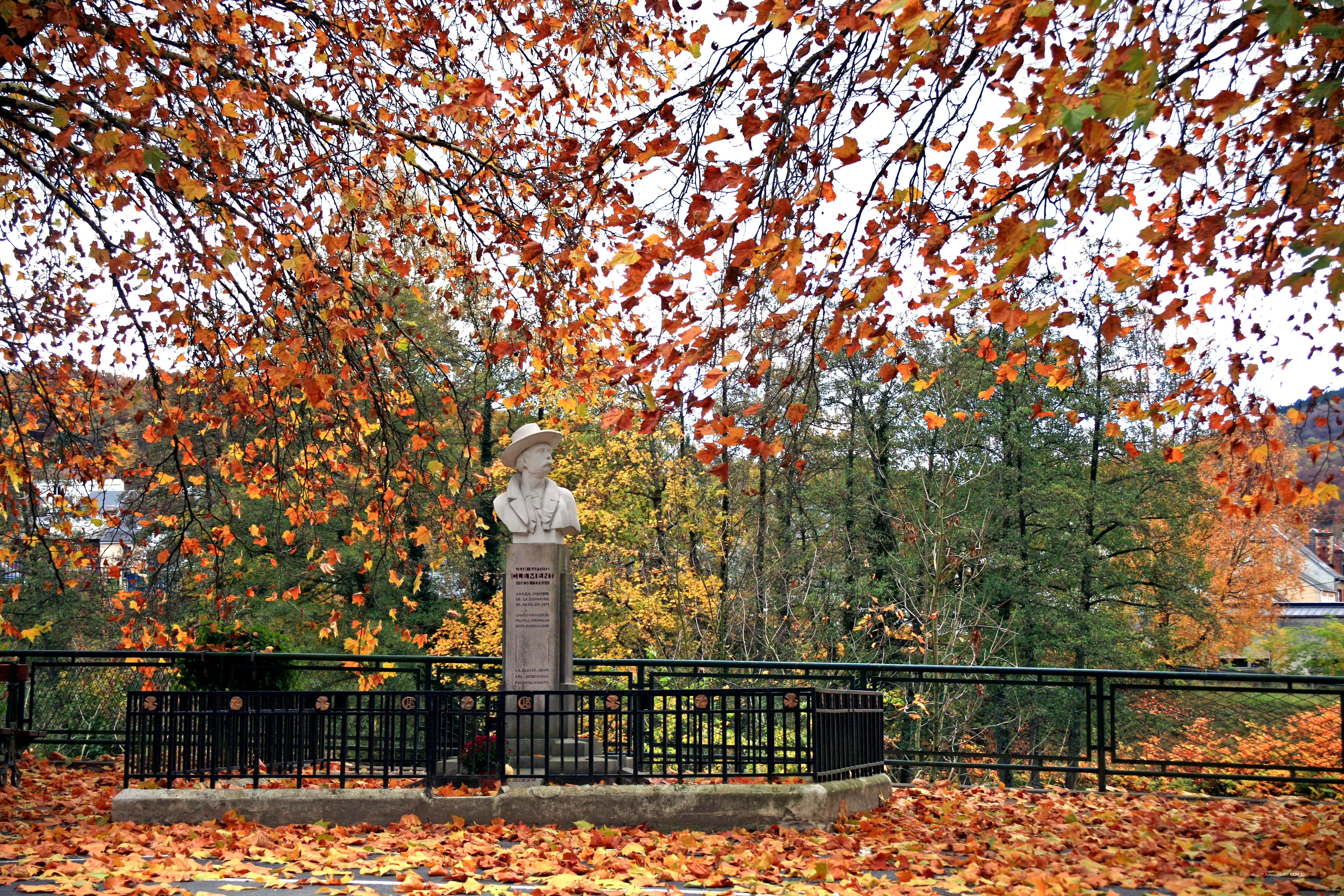
Buste de Jean Baptiste Clément dans la cité ardennaise de Nouzonville.

## Chansons
Jean Baptiste Clément a écrit un grand nombre de chansons, dont certaines sont passées dans le répertoire enfantin :
- Au moulin de Bagnolet (1863)
- Le Moulin des larmes (1865)
- Le Temps des cerises (1866)
- La Semaine sanglante (1871)
- La Chanson du semeur (1882)
- Les Traîne-misère (1883)
- Aux loups (1884)
- La Grève (1893)
- En avant paysans ! (1900)
- Dansons la capucine (1860-1870 ?)
- Le Capitaine « Au mur »
- La Marjolaine
- Bonjour printemps
- Quatre-vingt-neuf
- L'Eau va toujours à la rivière
- Fournaise
- Ah le joli temps !
- Le Chasse neige
- Le Bonheur des champs
- Le Couteau de Jeannette
- Fille des champs
- Le Barde Gaulois
- J'n'en ai pas le courage
- Le Chant du ruisseau
- Je vais chez la meunière

## Publication
- La Revanche des communeux, Jean Marie, Paris, 1884

## Postérité

### Hommages artistiques
- Jean Ferrat en 1971 cite Jean Baptiste Clément aux côtés d'Eugène Pottier dans la chanson La Commune qu'il interprète sur une musique de Georges Coulonges :

« Il y a cent ans commun commune
Comme un espoir mis en chantier
Ils se levèrent pour la Commune
En écoutant chanter Pottier
Il y a cent ans commun commune
Comme une étoile au firmament
Ils faisaient vivre la Commune
En écoutant chanter Clément. »
— Jean Ferrat, La Commune
- Michel Fugain lui rend hommage dans sa chanson Les Cerises de Monsieur Clément dans l’album Fugain et le Big Bazar édité en 1972 :

« De république en république

Toujours cocu toujours content

On applaudit les bons truands

Au ventre rond, au ventre blanc

Qui nous revendent les cerises

Qu’avait rêvées Monsieur Clément »
— Michel Fugain, Les Cerises de Monsieur Clément
- Paul Louka lui rend hommage à son opposition à la guerre dans sa chanson Un, deux, trois :

« Va petit frère !

Bonjour “Cerises”

Jean-Baptiste Clément

N’a pas perdu son “temps” »
— Paul Louka, Un, deux, trois

### Odonymes
En France, dans de nombreuses villes, des places ou des voies portent le nom de Jean Baptiste Clément (par ordre alphabétique de villes) :
- à Alfortville (Val-de-Marne) un quai
- à Amfreville-la-Mi-Voie (Seine-Maritime) une allée
- à Andrésy (Yvelines) une allée
- à Angers (Maine-et-Loire) une rue
- à Auch (Gers) une rue
- à Bagnolet (Seine-Saint-Denis) une rue
- à Bouguenais (Loire-Atlantique) une rue
- à Boulogne-Billancourt (Hauts-de-Seine) une avenue
- à Châtenay-Malabry (Hauts-de-Seine) une rue
- à Cherbourg-en-Cotentin (Manche) une rue
- à Clamart (Hauts-de-Seine) une avenue
- à Combs-la-Ville  (Seine-et-Marne) une place
- à Fumay (Ardennes) une avenue
- au Kremlin-Bicêtre (Val-de-Marne) une place
- à Lanester (Morbihan) une rue
- à Lorient (Morbihan) une rue
- à Milhaud (Gard) une rue
- à Mitry-Mory, quartier de Mitry-le-Neuf (Seine-et-Marne) une avenue
- à Morlaix (Finistère) une rue
- à Nanterre (Hauts-de-Seine) une place
- à Noisy-le-Grand (Seine-Saint-Denis) une place
- à Orchies (Nord) une rue
- à Paris à Montmartre dans le 18e arrondissement une place
- au Pont-de-Claix (Isère) une allée
- à Revin (Ardennes) une avenue
- à Roanne (Loire) un boulevard
- à Saint-Brieuc (Côtes-d'Armor) une rue
- à Saint-Martin-d'Hères (Isère) une place
- à Saint-Michel-sur-Orge (Essonne) une place
- à Sartrouville (Yvelines) une rue
- à Tomblaine (Meurthe-et-Moselle) une allée
- à Villetaneuse (Seine-Saint-Denis) une avenue
- à Villeurbanne (Rhône) une rue
- à Vénissieux (Rhône) une rue

De même plusieurs établissements scolaires portent son nom (par ordre alphabétique de villes) :
- au Blanc-Mesnil (Seine-Saint-Denis) une école élémentaire[12]
- à Boulogne-Billancourt (Hauts-de-Seine) une école élémentaire[13]
- à Colombes (Hauts-de-Seine) un collège[14]
- à Dugny (Seine-Saint-Denis) un collège[15]
- à Gagny (Seine-Saint-Denis) un lycée professionnel[16]
- à Paris dans le 18e arrondissement une école maternelle[17] et dans le 20e arrondissement un collège[18]
- au Petit-Quevilly (Seine-Maritime) une école maternelle[19]
- à Sainte-Foy-de-Peyrolières (Haute-Garonne) une école maternelle[20]
- à Sedan (Ardennes) un lycée[21]
- à Trappes (Yvelines) une école maternelle[22]
- à Villetaneuse (Seine-Saint-Denis) une école élémentaire[23]